# Mosé João Pontelo
Mosé João Pontelo (ur. 18 września 1942 w Wenceslau Braz) – duchowny rzymskokatolicki, w latach 2001-2018 biskup Cruzeiro do Sul.